# Histoire de la publicité
 (février 2006).
L'histoire de la publicité  est l'histoire des pratiques de communication réalisées le plus souvent par un moyen de communication de masse et qui visent un triple résultat :
1. faire connaître un bien, un produit ou un service,
2. promouvoir favorablement son image générale et/ou faire apprécier ses caractéristiques ou fonctionnalités,
3. inciter un public cible à l'acquérir.

## Premières formes de publicités

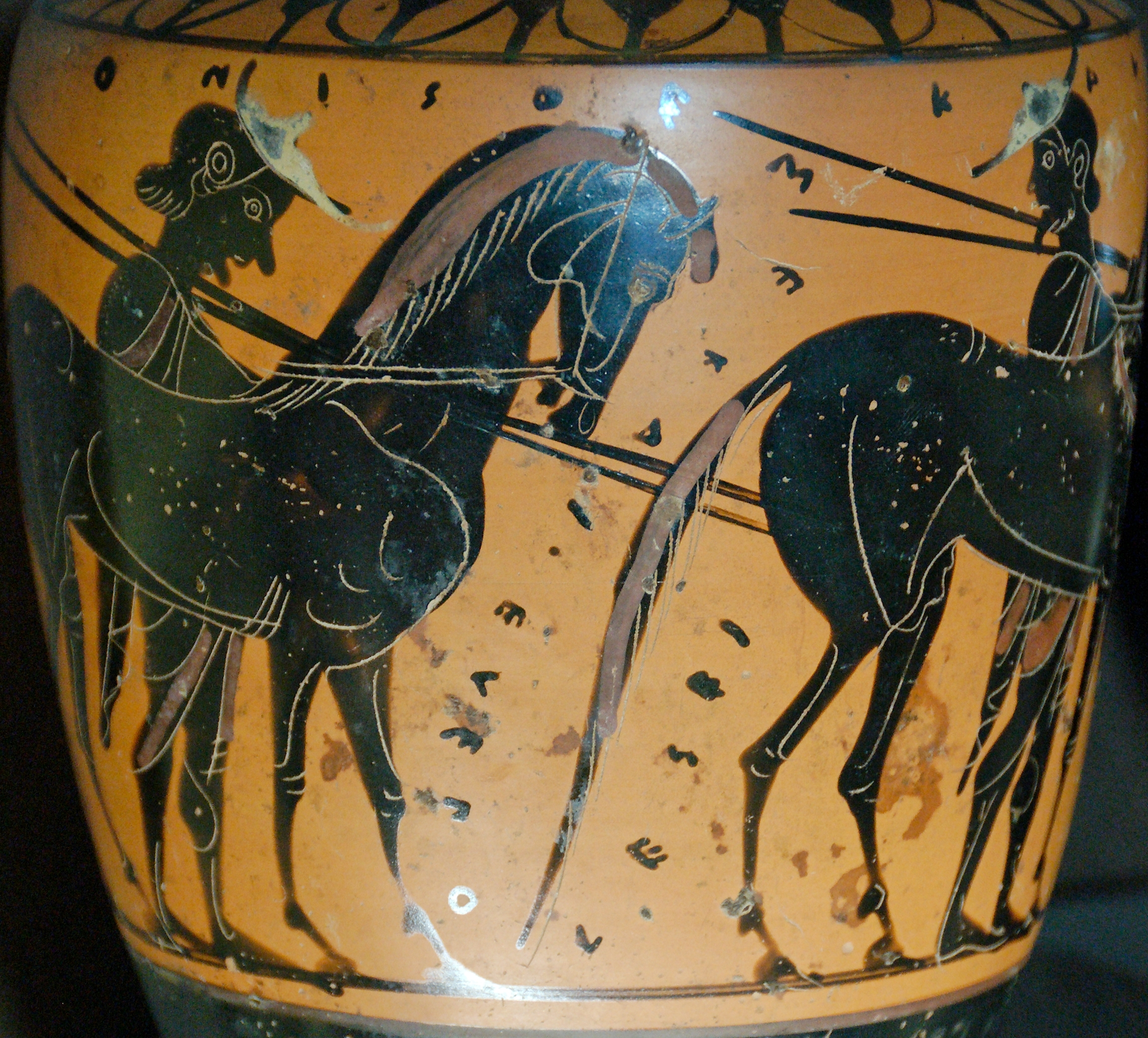
Lécythe attique portant l'inscription : « achète-moi et tu feras une bonne affaire », vers 500 av. J.-C., musée du Louvre.

L'une des premières publicités est découverte à Thèbes en Égypte antique ; elle[Qui ?] offrait une pièce d'or à qui capturerait un esclave en fuite. Les auteurs et les historiens ne sont pas d'accord sur l'année de publication : pour certains, l'affiche date de 1 000 ans avant Jésus-Christ, d'autres avancent qu'elle date de 3 000 ans avant Jésus-Christ.
À Pompéi, un mur comportait cette inscription : « Je suis émerveillé, ô mur, que tu ne sois pas encore tombé sous le poids de toutes ces niaiseries dont on t'a recouvert ! ».
On trouve, dès l'Antiquité, des publicités sous forme de fresques vantant les mérites d'un homme politique ou des annonces de combats de gladiateurs.

## Du crieur à l'imprimeur
- Au Moyen Âge, les ordonnances royales et annonces commerçantes sont diffusées auprès du peuple par des crieurs publics, représentant ainsi la publicité de l'époque[3].
- L'imprimerie au XVe siècle rend l'information accessible au grand public. Des feuillets publicitaires sont distribués à la main dans les rues et des affiches tapissent dès lors les murs des villes.
- En 1539, François Ier décrète que les ordonnances seront rédigées à la main en français et accrochées au mur, à la vue de tous après avoir été dites par un crieur.

## La conquête de l'opinion publique
La fin de la royauté héréditaire met en demeure les régimes qui lui succèdent de prouver leur légitimité. La conquête de l'opinion publique devient désormais un des facteurs-clés de l'action politique. Et ce, a fortiori pour des régimes démocratiques, où cette légitimité passe par l'élection au suffrage universel et les techniques de représentation parlementaire.
- La Révolution française voit la naissance du marketing politique, des affiches et des pamphlets sont typographiés ou imprimés pour faire s'étendre rapidement les textes révolutionnaires.
- Napoléon et l'Empire s'attachent à cultiver une image positive (Imagerie d'Épinal), tandis que les opposants s'activent dans la direction opposée.
- La IIIe république a fort à faire pour se maintenir dans le cadre du suffrage universel, alors que le corps électoral reste quantitativement fortement rural et qualitativement méfiant vis-à-vis de ceux que l'on dénonce comme étant des « laïcs » et des « partageux ».

## La «réclame» ou la conquête des débouchés commerciaux

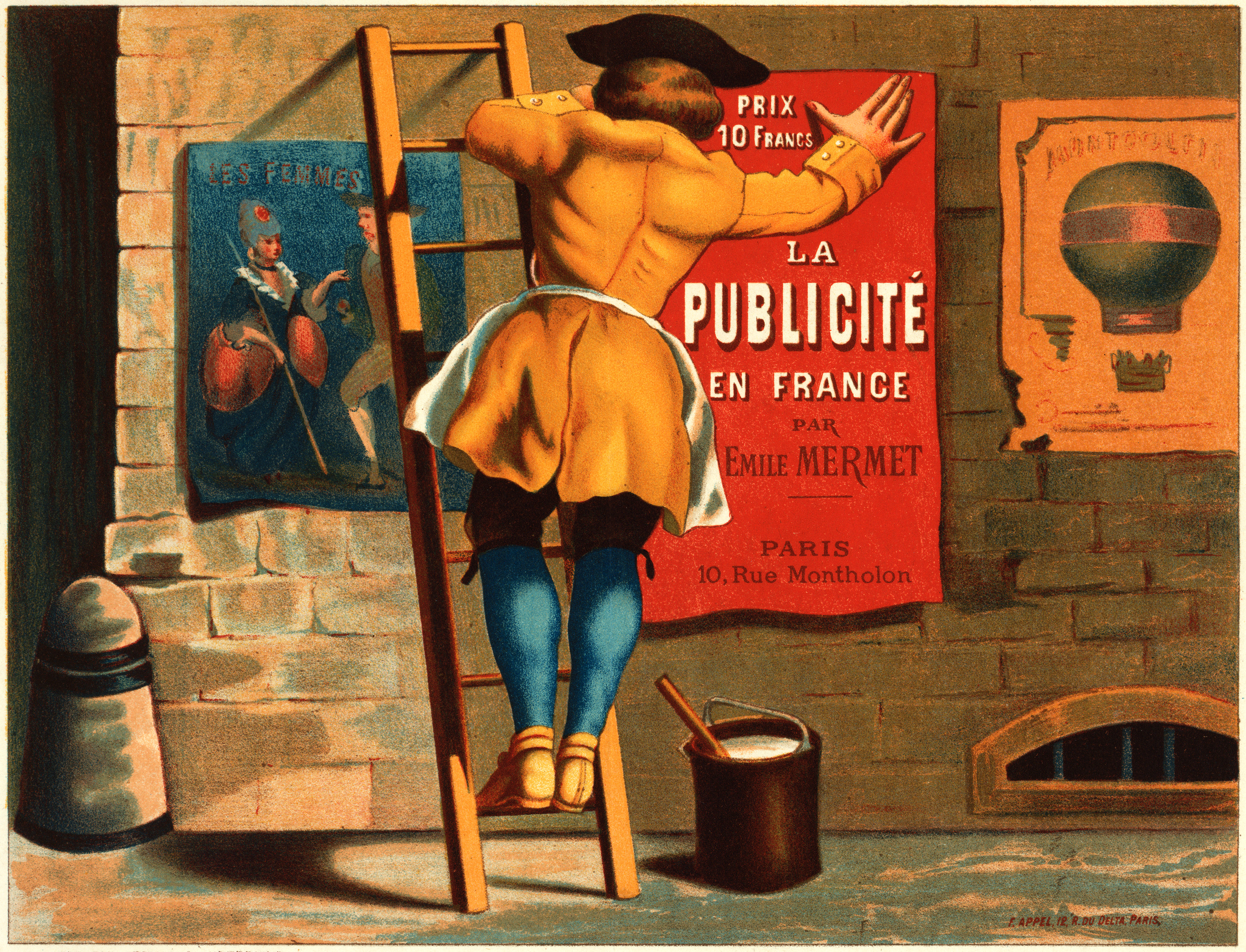
Encart pour La Publicité en France, guide pratique d'Émile Mermet (Paris, 1878).

Avec la révolution industrielle, démarre une période de fortes mutations économiques qu'accompagne et soutient l'effort publicitaire :
- l'exode rural de l'époque permet une augmentation du niveau de vie des citadins et donc une augmentation de la production.
- l'apparition des grands magasins, l'extension des réseaux de chemins de fer entraînent une intensification des échanges et un élargissement des marchés.
- les catalogues de vente par correspondance ainsi que les foires-expositions à la campagne.

### La presse
- Le mouvement est ancien : en 1633, Théophraste Renaudot lance une brochure, en parallèle avec La Gazette, destinée aux annonces des particuliers et des marchands, mais c'est un échec car de nombreux corps de métier interdisent toutes formes de publicités[4].
- Puis en 1660, le Mercurius Politicus publie dans sa revue une publicité pour du dentifrice. Il s'agit vraisemblablement d'une des premières publicités imprimées dans un périodique[5].
- Le 16 juin 1836, Émile de Girardin fait insérer pour la première fois dans son journal, la Presse, des annonces commerciales, ce qui lui permet d’en abaisser le prix. En effet, Girardin a compris que les journaux sont soumis à la loi du « double marché » : ils sont en concurrence pour attirer le public et les annonceurs[6].
- La libéralisation de la presse, qui se développe véritablement à partir de la IIIe République, requiert un financement plus important, et par suite une présence accrue de la publicité dans les journaux. En 1896, plus de 37 % des recettes du Figaro sont dues à la publicité.

### L'affiche (1850-1920)

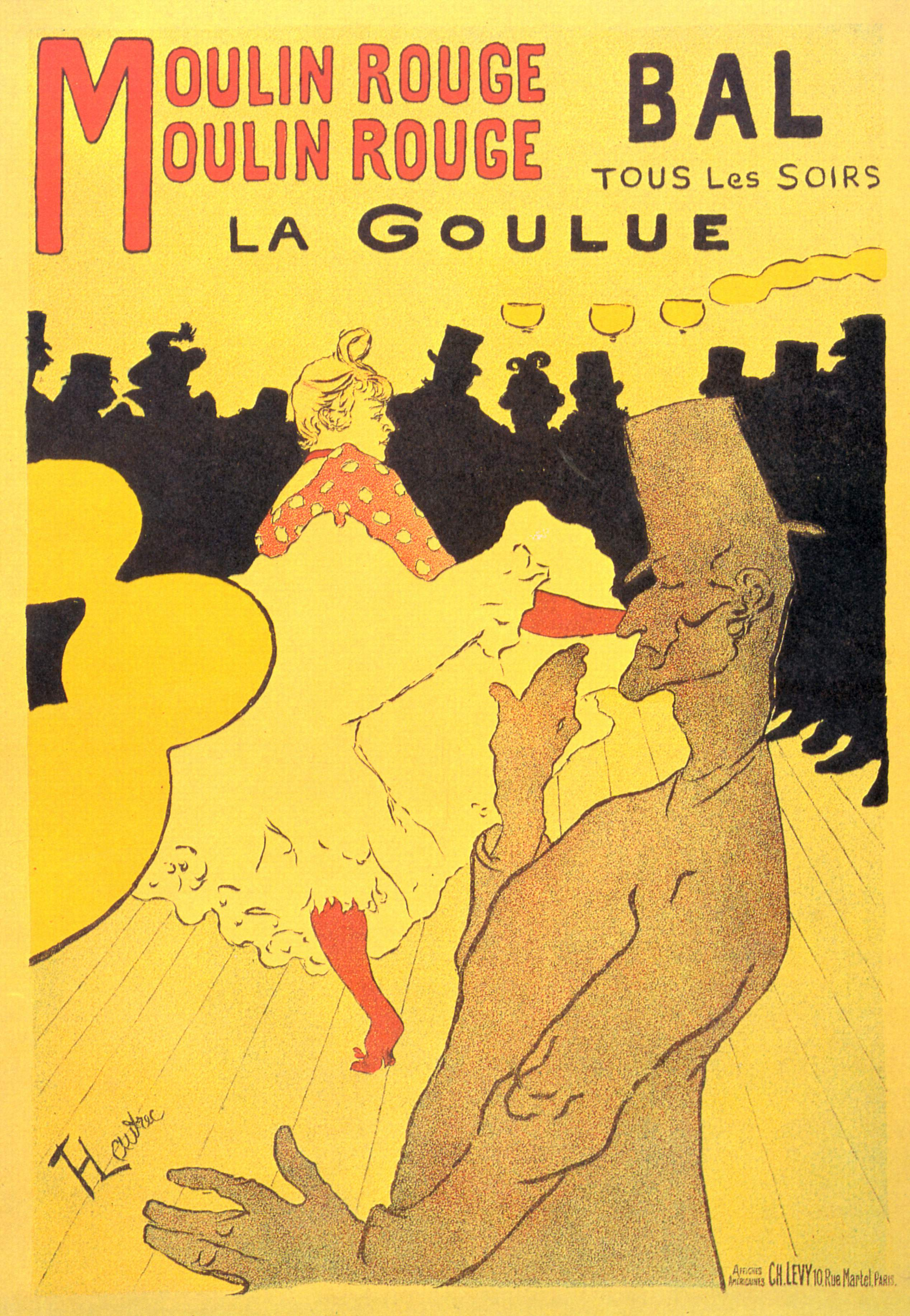
Moulin rouge - La Goulue, 1891,, lithographie à 4 couleurs.

- Le 18 novembre 1844, Jean-Alexis Rouchon (l'inventeur de l'affiche en couleurs de grand format) dépose un brevet pour « l'application de l'impression du papier peint à l'impression en couleurs d'affiches ». Il produit des gravures sur bois, destinées aux annonces de spectacles, de produits et de magasins divers, qui adoptent des formats inédits : pour les magasins de La Belle Jardinière, son placard fait 2,70 x 2,20 m. Affichiste et imprimeur français, il est pionnier dans l'application du procédé de la couleur aux annonces diffusées dans la rue.
- Toulouse-Lautrec et Leonetto Cappiello contribuent grandement au développement de l'affiche en simplifiant, chacun à leur manière, les formes et les couleurs afin de rendre les affiches plus attirantes. Une affiche coûte en 1900 environ 12 francs 60, alors qu'en comparaison un quotidien ne coûte que 50 centimes.
- Alfons Mucha, pionnier du style Art nouveau, réalise en 1894 une affiche publicitaire pour Gismonda, la pièce de Sarah Bernhardt jouée au théâtre de la Renaissance.

« L'affichomanie » qui règne durant l'âge d'or de l'affiche fait que celles-ci sont de plus en plus collectionnées.
On voit ensuite les logos de marques s'étendre aux emballages et vers 1920 aux produits dérivés (boîtes d'allumettes, cendriers, etc.).

### Le cinéma (1898)
Le 18 octobre 1898, l'opérateur Félix Mesguisch installe -devant le 8 du boulevard Montmartre à Paris- une caméra-projecteur (dispositif récemment inventé à Lyon par les Frères Lumière) et projette la première publicité filmée qui vante les mérites de la Société Ripolin.
L'introduction de la publicité dans les salles de cinéma se produit au début des années 1920 par l'emploi de rideaux peints et de petits films muets.
En 1949, la régie publicitaire française Jean Mineur publicité obtient le numéro de téléphone mythique « Balzac 00 01 » : Son petit héros à la célèbre pioche, dessiné par Albert Champeaux, incarne dans les salles obscures d'abord le générique des « réclames », puis celui des « spots publicitaires ».

### Émergence de la publicité radiophonique
En 1922 apparaît la radio. Les premiers spots publicitaires sont diffusés un an après.
En 1923, Citroën propose l'achat à crédit avec sa campagne publicitaire, favorisant ainsi les citoyens de la classe moyenne à l'achat du produit.

## La Publicité

### La transition de la «réclame» vers la «publicité».
Dès les années 1890, la publicité américaine entre en scène pour introduire des approches plus techniques qui entendent se différencier de la «réclame» qui raisonne davantage sur la forme (qui peut être très artistique comme celle de Jules Chéret ou plus tard Cassandre) que sur le fond. À Chicago, The Inland Printer (en) (dès 1883) et à New York, avec Art and Advertising (dès 1893) et Advertising Outdoors (1897), sont des magazines destinés aux professionnels de la communication par la publicité imprimée (encarts de presse, affiches, etc.). C'est en Allemagne ensuite que la notion d'art commercial (Gebrauchsgraphik) fut poussée à son paroxysme avec des supports comme Das Plakat (1910-1921) puis avec les travaux du Bauhaus, véritable laboratoire au service des entreprises.
La « publicité » qui voit le jour entend se démarquer des pratiques antérieures et se présente alors comme étant une nouvelle discipline, plus rigoureuse, plus technique, sinon plus scientifique. On voit ainsi naître le métier de publicitaire et des formations spécifiques y conduisant.
Alors que l'avènement de la consommation de masse est déjà perceptible dans les sociétés occidentales, un tournant concret est franchi en 1936, avec en France, le Front populaire : la revalorisation des salaires, la semaine de 40 heures et les congés payés modifient le niveau et la structure du pouvoir d'achat du très grand nombre. La notion de Société des loisirs (Entertainment) avait été prédite et définie bien plus tôt, par le sociologue américain Thorstein Veblen (1896).
La publicité -comme déclinaison d'une politique de communication pro-active devient pour un nombre croissant de producteurs et de distributeurs l'une des 4 composantes du Marketing mix.
Signe de la transformation en cours des valeurs (et de l'émergence progressive du marketing) :
- l'Exposition universelle de 1937 est la première à proposer un pavillon de la publicité.
- l'extension du temps libre provoque la curiosité et la publicité orientées vers les vacances et loisirs, en particulier dans le domaine des sports d'hiver.

### Les années glorieuses de la publicité (1950-1990)
Portée par l'essor économique des Trente Glorieuses, la publicité connait un fort développement quantitatif et qualitatif.
Sur le plan qualitatif, les mutations majeures tiennent à :
- L'émergence et la consécration du marketing comme discipline de gestion et comme éclairage complémentaire des décisions de commercialisation.
- La prise en compte -sous le regard des sciences humaines (psychologie, sociologie, etc.)- de la notion de segmentation des cibles.
- Les débuts en 1960 de la publicité à la télévision et, en 1968 l'accès de toutes les marques à la publicité télévisuelle (avec des exceptions ponctuelles : Lingerie, Carburants, Disques, Margarine, « en vue de respecter les intérêts fondamentaux de l'économie nationale »). Avant 1968, seule la « publicité compensée »[9] avait droit de cité à la télévision française, et ce dès 1959[10].
- une réflexion plus poussée - compte tenu des progrès du Libre-service- sur le point de vente (vitrines, linéaires et aménagement intérieur) et sur la publicité sur le lieu de vente (PLV) sont mis en valeur.
- La consécration de la part croissante donnée à la civilisation des loisirs.

### Tendances contemporaines de la publicité
Selon le quotidien La Croix : « Première historique au Canada : les sommes consacrées à la publicité en ligne ont dépassé en 2010 celles destinées aux journaux. Progressant de + 23 %, les revenus publicitaires sur Internet ont atteint 1,6 milliard d'euros ». Internet était déjà le média publicitaire qui enregistrait la hausse la plus importante, il devient désormais un média publicitaire significatif par le montant des investissements réalisés.